# Cuadro Nacional
Cuadro Nacional est une localité argentine située dans le département de San Rafael, province de Mendoza.

## Histoire
La ville s'est développée à partir de la gare ferroviaire inaugurée le 22 août 1903. Elle fut l'une des premières villes à abriter une station œnologique pour la production de vin dans la région.

## Religion
| Diocèse  | San Rafael                          |
| -------- | ----------------------------------- |
| Paroisse | Nuestra Señora del Perpetuo Socorro |